# Krasni (Ust-Labinsk)
Krasni (en ruso: Красный) es un jútor del raión de Ust-Labinsk del krai de Krasnodar de Rusia. Está situado junto a la desembocadura de un pequeño afluente en la orilla izquierda del Kubán, frente a Ládozhskaya, 26 km al nordeste de Ust-Labinsk y 84 km al nordeste de Krasnodar, la capital del krai. Tenía 536 habitantes en 2010.
Pertenece al municipio Aleksándrovskoye.